# متحف بورش
متحف بورش هو متحف للسيارات في منطقة زوفنهاوسن في شتوتغارت، ألمانيا لشركة صناعة السيارات الألمانية بورشه. فتح المتحف أبوابه في عام 1976 بالقرب من مصنع الشركة. كان متحف صغير بمصف صغير لركن السيارات يتسع لعدد قليل من المركبات وكان يحتوي على 20 قطعة من المعروضات فقط. بنت بورشه المتحف كمتحف تتغير محتوياته حيث يعرض 300 سيارة مخزنة على دفعات كل دفعة 20 قطعة. فكرت بورشيه ببناء متحف أكبر فوقع متحف بورشه الجديد على مفترق طرق خارج المقر الرئيسي لشركة في زوفنهاوسن. منطقة العرض تغطي مساحة 5,600 متر مربع وتضم حوالي 80 قطعة من المعروضات من السيارات النادرة ومجموعة متنوعة من النماذج التاريخية.